# 대구체육중학교
대구체육중학교(大邱體育中學校)는 대한민국 대구광역시 북구 동호동에 있는 공립 중학교이다.

## 학교 연혁
- 2013년 8월 22일 : 대구체육중학교 특성화중학교 지정 고시
- 2014년 3월 1일 : 초대 이종순 교장 취임
- 2014년 3월 3일 : 제1회 대구체육중학교 입학식(남 20명, 여 15명 총 35명, 1학급)
- 2017년 2월 3일 : 제1회 졸업식(남 20명, 여 20명 총 40명)
- 2021년 1월 8일 : 제5회 졸업식(22명, 누계 148명)
- 2021년 3월 1일 : 대구체육중·고등학교 통합운영학교 지정
- 2021년 9월 1일 : 제9대 이상욱 교장 취임
- 2022년 1월 3일 : 제6회 졸업식(22명)
- 2022년 3월 2일 : 제9회 입학식(15명)

## 참고 자료
- 대구체육중학교 - 한국교육학술정보원 학교알리미